# بول بارنز
بول بارنز (بالإنجليزية: Paul Barnes)‏ هو عازف بيانو ومدرس أمريكي، ولد في 1961.

## وصلات خارجية
- بول بارنز على موقع ميوزك برينز (الإنجليزية)
- بول بارنز على موقع ديسكوغز (الإنجليزية)